# Yōko Tawada
Yōko Tawada (jap. 多和田 葉子 Tawada Yōko; ur. 23 marca 1960 w Tokio) – japońska pisarka tworząca po japońsku i niemiecku.

## Życiorys
Urodziła się w 1960 w Tokio. Studiowała literaturoznawstwo na Uniwersytecie Waseda; jej specjalizacją była literatura rosyjska. Od 22. roku życia mieszka w Niemczech. Gdy w 1982 przyjechała do Hamburga, na początku pracowała przy dystrybucji książek. Po kilku latach pobytu uzyskała dyplom z literatury niemieckojęzycznej u profesor Sigrid Weigel. Z czasem opublikowała eseje dotyczące twórczości m.in. Heinera Müllera, Paula Celana i Heinricha von Kleista. W 2006 przeniosła się do Berlina.
Jej debiutancka nowela Kakato o nakushite (Zgubiłam obcas) została w 1991 wyróżniona nagrodą Gunzō Shinjin Bungaku Shō. Za kolejne dzieło, Inu mukoiri (Psia narzeczona), otrzymała w 1993 Nagrodę im. Akutagawy. Jej pierwsza publikacja, która ukazała się w Niemczech, była dwujęzycznym zbiorem poezji – zawierała wiersze po japońsku i ich przekłady na niemiecki. W książce część niemiecka znajduje się po lewej stronie, a japońska po prawej, lecz treści nie są swoimi odpowiednikami: niemiecki przekład czytany jest od przodu, a japoński, zgodnie z tradycją, od tyłu. Z czasem Tawada zaczęła pisać bezpośrednio po niemiecku (np. powieść Ein Gast), nadal tworząc także w języku ojczystym. W 1996 została wyróżniona nagrodą Adelbert-von-Chamisso-Preis dla autorów bez niemieckich korzeni piszących po niemiecku.
Wśród jej publikacji są powieści, opowiadania i poezja. Tworzyła także teksty dla teatru i słuchowiska radiowe. W jej dziełach język gra kluczową rolę, pojawiają się liczne zapożyczenia z niemieckiego i japońskiego. Struktura narracji często opiera się na luźno powiązanych obrazach i obserwacjach, a wątki autobiograficzne łączą się z elementami fantastycznymi. W swojej twórczości Tawada dekonstruuje uznane wzorce narodu, kultury i tożsamości, nie stroniąc przy tym od specyficznego poczucia humoru. Jej bohaterami są często postaci, które zmieniły swoje otoczenie i z zadziwieniem obserwują świat wokół siebie.
W 1999 wykładała na Massachusetts Institute of Technology w roli profesora wizytującego. Od 2012 jest członkinią Niemieckiej Akademii Języka i Literatury.
W języku polskim ukazały się krótkie formy Tawady, które z niemieckiego przełożył Andrzej Pańta, a także jej powieść Hikon z 1998, wydana pod polskim tytułem Fruwająca dusza (2009), którą przetłumaczyła z japońskiego Barbara Słomka.

## Nagrody
- 1991: Gunzō Shinjin Bungaku Shō[3]
- 1993: Nagroda im. Akutagawy[3]
- 1996: Adelbert-von-Chamisso-Preis[6][3]
- 2003: Nagroda im. Tanizakiego[10]
- 2005: Medal Goethego[10]
- 2013: Nagroda Yomiuri[10]
- 2018: National Book Award (za angielski przekład The Emissary w wykonaniu Margaret Mitsutani)[2]